# 旧制中等教育学校の一覧 (茨城県)
茨城県における旧制中等教育学校の一覧（きゅうせいちゅうとうきょういくがっこうのいちらん）は、学制改革前（第二次世界大戦前）の茨城県内での旧学制の中等教育学校をまとめた一覧。

## 旧制中学校

### 公立
- 茨城中学校（1880年）⇒ 茨城第一中学校 ⇒ 茨城中学校 ⇒ 茨城県尋常中学校 ⇒ 茨城県水戸中学校 ⇒ 茨城県立水戸中学校 ⇒《新制》茨城県立水戸第一高等学校 ⇒ 茨城県立水戸第一高等学校・附属中学校（2021年）
- 茨城県尋常中学校土浦分校（1897年）⇒ 茨城県中学校土浦分校 ⇒ 茨城県土浦中学校 ⇒ 茨城県立土浦中学校 ⇒《新制》茨城県立土浦第一高等学校 ⇒ 茨城県立土浦第一高等学校・附属中学校（2021年）
- 茨城県尋常中学校下妻分校（1897年）⇒ 茨城県中学校下妻分校 ⇒ 茨城県下妻中学校 ⇒ 茨城県立下妻中学校 ⇒《新制》茨城県立下妻高等学校 ⇒ 茨城県立下妻第一高等学校 ⇒ 茨城県立下妻第一高等学校・附属中学校（2022年）
- 茨城県水戸中学校太田分校（1900年）⇒ 茨城県立水戸中学校太田分校 ⇒ 茨城県立太田中学校 ⇒《新制》茨城県立太田高等学校 ⇒ 茨城県立太田第一高等学校 ⇒ 茨城県立太田第一高等学校・附属中学校（2020年）
- 茨城県土浦中学校竜ヶ崎分校（1900年）⇒ 茨城県立土浦中学校竜ヶ崎分校 ⇒ 茨城県立竜ヶ崎中学校 ⇒《新制》茨城県立竜ヶ崎高等学校 ⇒ 茨城県立竜ヶ崎第一高等学校 ⇒ 茨城県立竜ヶ崎第一高等学校・附属中学校（2020年）
- 茨城県下妻中学校水海道分校（1900年）⇒ 茨城県立下妻中学校水海道分校 ⇒ 茨城県立水海道中学校 ⇒《新制》茨城県立水海道高等学校 ⇒ 茨城県立水海道第一高等学校 ⇒ 茨城県立水海道第一高等学校・附属中学校（2022年）
- 茨城県立鉾田中学校（1922年）⇒《新制》茨城県立鉾田高等学校 ⇒ 茨城県立鉾田第一高等学校 ⇒ 茨城県立鉾田第一高等学校・附属中学校（2020年）
- 茨城県立日立中学校（1927年）⇒《新制》茨城県立日立第一高等学校 ⇒ 茨城県立日立第一高等学校・附属中学校（2012年）
- 茨城県立境中学校（1928年）⇒《新制》茨城県立境高等学校
- 茨城県立麻生中学校（1929年）⇒《新制》茨城県立麻生高等学校
- 日立市中学校（1942年）⇒《新制》日立市立高等学校 ⇒ 茨城県立日立第三高等学校 ⇒ 茨城県立日立工業高等学校（1950年）
- 土浦市立中学校（1946年）⇒《新制》土浦市立高等学校 ⇒ 茨城県立土浦第三高等学校（1952年）
- 茨城県立下館商業学校（1923年）⇒ 茨城県立下館工業学校 ⇒ 茨城県立下館中学校（1946年）⇒《新制》茨城県立下館高等学校 ⇒ 茨城県立下館第一高等学校 ⇒ 茨城県立下館第一高等学校・附属中学校（2020年）

### 私立
- 弘道館（1841年）⇒（一部流れ）自彊舎 ⇒ 弘道学舎 ⇒ 水戸塾 ⇒ 水戸学院 ⇒（旧制）茨城中学校（1927年）⇒《新制》茨城中学校・高等学校
- 盈科堂（1762年古河移設）⇒（一部流れ）私立盈科学校（1899年）⇒盈科中学校⇒（1943年閉校）
- 常総学院中学校（1905年）⇒（1943年閉校）⇒（1983年再興・新制）常総学院中学校・高等学校
- 育英学舎中学（1910年）⇒（1943年閉校）
- 筑波中学校（1946年）⇒《新制》法政大学第三中・高等学校⇒（1955年閉校）

## 高等女学校

### 公立
- 茨城県高等女学校（1900年）⇒ 茨城県立水戸高等女学校 ⇒（1903年：茨城県女子師範学校を併設）⇒《新制》茨城県立水戸第二高等学校
- 茨城県立水戸第二高等女学校（1933年：茨城県女子師範学校に併設）⇒《新制》茨城県立水戸第三高等学校（1948年4月～5月）⇒（1948年：統合）茨城県立水戸第二高等学校
- 水戸市立高等女学校（1926年）⇒《新制》茨城県立水戸女子高等学校 ⇒ 茨城県立水戸第三高等学校（1949年）
- 茨城県立土浦高等女学校（1903年）⇒《新制》茨城県立土浦第二高等学校
- 下館町立裁縫女学校（1900年）⇒ 下館町立女子技芸学校 ⇒ 真壁郡立実科高等女学校 ⇒ 茨城県下館高等女学校（1921年）⇒ 茨城県立下館高等女学校 ⇒《新制》茨城県立下館女子高等学校 ⇒ 茨城県立下館第二高等学校（1949年）
- 水海道町外六ケ村組合立実科女学校（1911年）⇒ 御城実科高等女学校 ⇒ 茨城県立水海道高等女学校（1922年）⇒《新制》茨城県立水海道女子高等学校 ⇒ 茨城県立水海道第二高等学校（1949年）
- 龍ヶ崎町立竜ヶ崎女子技芸学校（1916年）⇒ 竜ヶ崎実科高等女学校 ⇒ 茨城県立竜ヶ崎高等女学校（1926年）⇒《新制》茨城県立竜ヶ崎女子高等学校 ⇒ 茨城県立竜ヶ崎第二高等学校（1949年）
- 鉾田町外八ヶ村組合立実科高等女学校（1924年）⇒ 茨城県鉾田実科高等女学校 ⇒ 茨城県立鉾田高等女学校（1926年）⇒《新制》茨城県立鉾田女子高等学校 ⇒ 茨城県立鉾田第二高等学校（1949年）
- 太田町立太田実科高等女学校（1916年）⇒ 久慈郡太田実科高等女学校 ⇒ 茨城県太田実科高等女学校 ⇒ 茨城県立太田高等女学校（1927年）⇒《新制》茨城県立太田女子高等学校 ⇒ 茨城県立太田第二高等学校（1949年）
- 私立東海女学校（1927年）⇒ 私立東海高等女学校（1928年）⇒ 日立助川組合立東海高等女学校 ⇒ 茨城県立助川高等女学校 ⇒ 茨城県立日立高等女学校 ⇒《新制》茨城県立日立第二高等学校
- 古河町立女子技芸学校（1914年）⇒ 古河実科高等女学校 ⇒ 茨城県立古河高等女学校（1936年）⇒《新制》茨城県立古河女子高等学校 ⇒（1949年：共学化）茨城県立古河第二高等学校
- 石岡町立石岡実科高等女学校（1912年）⇒ 茨城県石岡実科高等女学校 ⇒ 茨城県立石岡高等女学校（1938年）⇒《新制》茨城県立石岡女子高等学校 ⇒（1949年：共学化）茨城県立石岡第二高等学校
- 結城町立女子技芸学校（1913年）⇒ 結城郡結城女学校 ⇒ 結城実科高等女学校 ⇒ 茨城県立結城高等女学校（1939年）⇒《新制》茨城県立結城女子高等学校 ⇒（1949年：共学化）茨城県立結城第二高等学校
- 茨城県北相馬郡北総実修学校女子部（1922年）⇒ 茨城県取手実科高等女学校 ⇒ 茨城県立取手高等女学校（1940年）⇒《新制》茨城県立取手女子高等学校 ⇒（1949年：共学化）茨城県立取手第二高等学校
- 那珂湊町立那珂湊高等女学校（1941年）⇒ 茨城県立那珂湊高等女学校 ⇒《新制》茨城県立那珂湊女子高等学校 ⇒ 茨城県立那珂湊第二高等学校 ⇒（2011年：統合）茨城県立那珂湊高等学校
- 私塾女子文芸会（1903年）⇒ 女子絅文学校 ⇒ 下妻町立実科高等女学校 ⇒ 茨城県立下妻高等女学校（1942年）⇒《新制》茨城県立下妻女子高等学校 ⇒ 茨城県立下妻第二高等学校（1949年）
- 潮来町立女子技芸学校（1906年）⇒ 潮来町立高等女学校（1942年）⇒ 茨城県立潮来高等女学校 ⇒《新制》茨城県立潮来高等学校
- 茨城県松原実科高等女学校（1924年）⇒ 茨城県高萩実科高等女学校 ⇒ 茨城県立高萩高等女学校（1942年）⇒《新制》茨城県立高萩高等学校
- 私立大子女子技芸講習所（1910年）⇒ 大子町立女子技芸補習学校 ⇒ 大子町立女子技芸学校 ⇒ 茨城県大子町外六ヶ村組合立大子女子技芸学校 ⇒ 茨城県大子高等女学校（1943年）⇒ 茨城県立大子高等女学校 ⇒《新制》茨城県立大子女子高等学校 ⇒ 茨城県立大子第二高等学校 ⇒（2004年：統合）茨城県立大子清流高等学校
- 茨城県岩井実科高等女学校（1927年）⇒ 茨城県岩井高等女学校（1943年）⇒《新制》茨城県立岩井高等学校
- 境町立高等女学校（1946年）⇒（1949年、閉校）
- 大宮町立大宮実践女学校（1935年）⇒《新制》茨城県立水戸第二高等学校大宮分校 ⇒（独立）茨城県立大宮高等学校 ⇒（2006年：統合）茨城県立常陸大宮高等学校
- 太田実践女学校（1935年）⇒（閉校）
- 江戸崎実践女学校（1935年）⇒（閉校）

### 私立
- 大成裁縫女学校（1907年）⇒ 水戸市大成女学校 ⇒ 大成高等女学校（1929年）⇒《新制》大成女子高等学校
- 諸澤裁縫伝習所（1909年）⇒ 水戸常磐女学校 ⇒ 常磐高等女学校（1935年）⇒《新制》常磐女子高等学校 ⇒（2000年：共学化）常磐大学高等学校
- 茨城県土浦第一高等女学校（1946年）⇒《新制》土浦第一女子高等学校 ⇒ つくば国際大学高等学校土浦校舎 ⇒ つくば国際大学高等学校（2009年）
- 助川裁縫女学校（1925年）⇒ 助川高等家政女学校 ⇒ 助川高等家政学校 ⇒《新制》日立女子高等学校 ⇒ 明秀学園日立高等学校（2001年）

## 実業学校

### 公立

#### 東茨城・水戸
- 茨城県中央農事講習所（1895年）⇒ 茨城県簡易農学校 ⇒ 茨城県農学校 ⇒ 茨城県立農学校（1901年）⇒ 茨城県立水戸農学校（1923年）⇒《新制》茨城県立水戸農業高等学校
- 茨城県立商業学校（1902年）⇒ 茨城県立水戸商業学校 ⇒《新制》茨城県立水戸商業高等学校
- 茨城県立工業学校（1909年）⇒ 茨城県立水戸工業学校 ⇒《新制・統合》茨城県立水戸工業高等学校
  - 茨城県立水戸第二工業学校（1944年：茨城県立水戸工業学校に併設）⇒《新制・統合》茨城県立水戸工業高等学校

#### 西茨城
- 笠間町他５ヶ村組合立農学校（1909年）⇒ 西茨城郡立農学校 ⇒ 茨城県立笠間農学校 ⇒《新制》茨城県立笠間高等学校

#### 那珂
- 小瀬村立小瀬農業補習学校（1899年）⇒ 小瀬村立小瀬農学校 ⇒ 茨城県小瀬農学校 ⇒ 茨城県立小瀬農学校（1942年）⇒《新制》茨城県立小瀬高等学校
- 湊町立湊商業学校（1901年）⇒ 茨城県湊商業学校 ⇒ 茨城県立湊水産商業学校（1929年）⇒ 茨城県立湊商業学校（1931年）⇒ 茨城県立湊工業学校（1944年）⇒ 茨城県立湊商業学校 ⇒《新制》茨城県立那珂湊高等学校 ⇒ 茨城県立那珂湊第一高等学校（1949年）⇒（2011年：統合）茨城県立那珂湊高等学校
- 茨城県水産試験場講習部（1934年）⇒ 茨城県立湊水産学校（1942年）⇒《新制》茨城県立那珂湊水産高等学校 ⇒ 茨城県立海洋高等学校（1993年）

#### 久慈
- 大子町外七ヶ村学校組合立大子農学校（1907年）⇒ 久慈郡農学校（1920年）⇒ 茨城県立大子農学校（1923年）⇒ 茨城県立大子農林学校 ⇒《新制》茨城県立大子高等学校 ⇒ 茨城県立大子第一高等学校（1949年）⇒（2004年：統合）茨城県立大子清流高等学校

#### 鹿島
- 鉾田町他3ヶ村組合立農学校（1910年：鹿島郡鉾田町）⇒（1914年：鹿島郡鹿島町へ移転）鹿島郡立鹿島農学校 ⇒ 茨城県立鹿島農学校 ⇒《新制》茨城県立鹿島農業高等学校 ⇒ 茨城県立鹿島高等学校（1949年）⇒ 茨城県立鹿島高等学校・附属中学校（2020年）

#### 稲敷
- 江戸崎町他三ヶ村組合立農学校（1907年）⇒ 稲敷郡立江戸崎農学校 ⇒ 茨城県立江戸崎農学校 ⇒《新制》茨城県立江戸崎高等学校 ⇒（2007年：統合）茨城県立江戸崎総合高等学校

#### 新治
- 新治郡立農学校（1910年）⇒ 茨城県立石岡農学校 ⇒《新制》茨城県立石岡高等学校 ⇒ 茨城県立石岡第一高等学校（1949年）

#### 筑波
- 谷田部町立補習学校（1926年）⇒ 谷田部町立筑波実習学校 ⇒ 茨城県谷田部実業学校 ⇒ 谷田部町外11か村組合立茨城県谷田部農学校 ⇒ 茨城県谷田部農芸学校 ⇒ 茨城県谷田部農学校 ⇒《新制》茨城県立谷田部高等学校 ⇒ 茨城県立つくば工科高等学校（1997年）
  - 谷田部女子農業補習学校（1923年）⇒（1926年：統合）谷田部町立補習学校女子部
  - 谷田部家政女学校（1926年：私立）⇒（1938年：茨城県谷田部農学校女子部に併合）

#### 真壁
- 真壁町立真壁農学校（1909年）⇒ 茨城県立真壁農学校 ⇒《新制》茨城県立真壁高等学校 ⇒ 茨城県立真壁農業高等学校（1970年）⇒ 茨城県立真壁高等学校（1983年）
- 茨城県立下館商業学校（1923年）⇒ 茨城県立下館工業学校 ⇒ 茨城県立下館中学校（1946年）⇒《新制》茨城県立下館高等学校 ⇒ 茨城県立下館第一高等学校 ⇒ 茨城県立下館第一高等学校・附属中学校（2020年）

#### 結城
- 結城町立結城蚕業学校（1897年）⇒ 結城町立結城農学校 ⇒ 茨城県立結城農学校（1929年）⇒《新制》茨城県立結城農業高等学校 ⇒ 茨城県立結城第一高等学校（1949年）
- 上郷外二カ村学校組合立農業実習学校（1927年）⇒ 上郷農蚕学校 ⇒ 茨城県上郷農蚕学校（1935年）⇒《新制》茨城県立上郷農蚕高等学校 ⇒ 茨城県立上郷高等学校（1949年）⇒（2009年：統合）茨城県立石下紫峰高等学校

#### 猿島
- 茨城県古河商業学校（1926年）⇒ 茨城県立古河商業学校 ⇒ 茨城県立古河工業学校（1944年）⇒《新制》茨城県立古河高等学校 ⇒ 茨城県立古河第一高等学校（1949年）

#### 北相馬
- 茨城県北相馬郡北総実修学校（1922年）⇒ 茨城県立取手農学校 ⇒ 茨城県立取手園芸学校 ⇒ 茨城県立取手農芸学校 ⇒《新制》茨城県立取手園芸高等学校 ⇒ 茨城県立取手第一高等学校（1949年）

### 私立
- 茨城女学校（1931年）⇒水戸女子商業学校（1935年）⇒《新制》水戸女子商業高等学校（1948年）⇒水戸女子高等学校（1976年）
- 霞ヶ浦農業学校（1946年）⇒《新制》霞ヶ浦高等学校（1949年）

## その他
- 茨城弘道学院（水戸中に併設・夜間学校）
- 茨城中等学校